# Zwingenberg (Hessen)
Zwingenberg település Németországban, Hessen tartományban. Lakosainak száma 7284 fő (2023. december 31.).

## Népesség
A település népességének változása:
| Lakosok száma | 7150 | 7171 | 7202 | 7203 | 7284 |
|               | 2017 | 2019 | 2021 | 2022 | 2023 |